# Консейсан (Тавира)
Консейсан (порт. Conceição) — район (фрегезия) в Португалии, входит в округ Фару. Является составной частью муниципалитета Тавира. По старому административному делению входил в провинцию Алгарве (регион). Входит в экономико-статистический субрегион Алгарве, который входит в Алгарве. Население составляет 1446 человек на 2001 год. Занимает площадь 61,18 км².

## Демография
| 1758 | 1858 | 1911 | 1940 | 1981 | 1991 | 2001 |
| 777  | 1275 | 2620 | 3314 | 2686 | 2664 | 1446 |